# Elián González

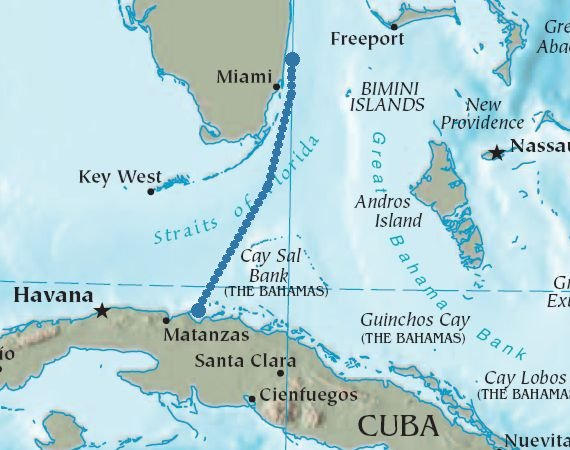
Trasa jaką przebył Elián González w drodze na Florydę

Elián González (ur. 6 grudnia 1993) – chłopiec, który w 1999 zdołał uciec z rządzonej przez komunistów Kuby i dotrzeć do Stanów Zjednoczonych.
Jego matka wraz z dziesięciorgiem innych uchodźców zmarła w trakcie próby ucieczki. Elián zdołał dopłynąć na dętce do wybrzeża Florydy. Amerykańskie prawo udziela uchodźcom z Kuby azylu, jeśli zdołają sami dopłynąć do suchego lądu, jednak Elián został wyłowiony przez dwóch rybaków, którzy oddali go w ręce straży granicznej. W Stanach Elián został czasowo oddany pod opiekę odległej rodziny, której wcześniej udało się uciec i otrzymać obywatelstwo. Rodzina Eliána i społeczność Miami próbowały uratować chłopca przed deportacją na drodze prawnej oraz odmawiając oddania go władzom.
Wczesnym rankiem 22 kwietnia 2000, z osobistego rozkazu prokurator generalnej w gabinecie Billa Clintona, Janet Reno, uzbrojeni agenci federalni odebrali chłopca rodzinie. Następnie amerykański sąd orzekł, że Elián jest za młody, by wystąpić o azyl, zaś jego opiekunem prawnym jest pozostający pod władzą reżimu Fidela Castro ojciec (rozwiedziony z matką Eliana), i oddał chłopca w ręce władz kubańskich.
W 2008 r. wstąpił do kubańskiego Związku Młodzieży Komunistycznej.